# Yoshihiro Natsuka
Yoshihiro Natsuka (Funabashi, 7. listopada 1969.) japanski je nogometaš.

## Klupska karijera
Igrao je za Bellmare Hiratsuka i Consadole Sapporo.

## Reprezentativna karijera
Za japansku reprezentaciju igrao je od 1994. do 1995. godine. Odigrao je 11 utakmice postigavši 1 pogodak.
S japanskom reprezentacijom Yoshihiro Natsuka je igrao na Kupa konfederacija 1995.

## Statistika
| Japan  | Japan | Japan |
| Godina | Nast. | Gol.  |
| ------ | ----- | ----- |
| 1994.  | 9     | 1     |
| 1995.  | 2     | 0     |
| Ukupno | 11    | 1     |

## Vanjske poveznice
- National Football Teams
- Japan National Football Team Database